# Latania lontaroides
Latania lontaroides är en enhjärtbladig växtart som först beskrevs av Joseph Gaertner, och fick sitt nu gällande namn av Harold Emery Moore. Latania lontaroides ingår i släktet Latania och familjen Arecaceae. IUCN kategoriserar arten globalt som starkt hotad.
Artens utbredningsområde är Réunion. Inga underarter finns listade i Catalogue of Life.

## Bildgalleri

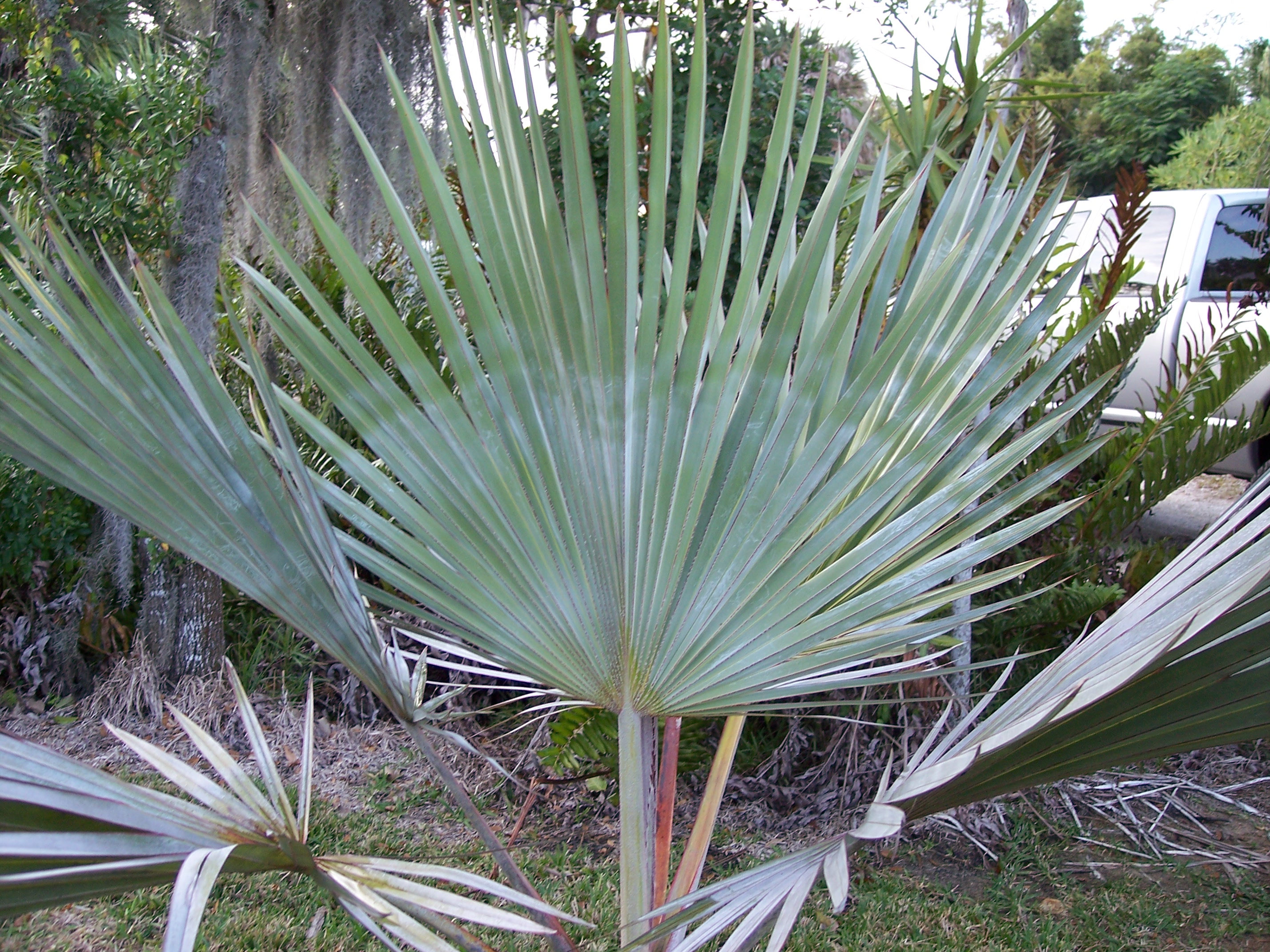
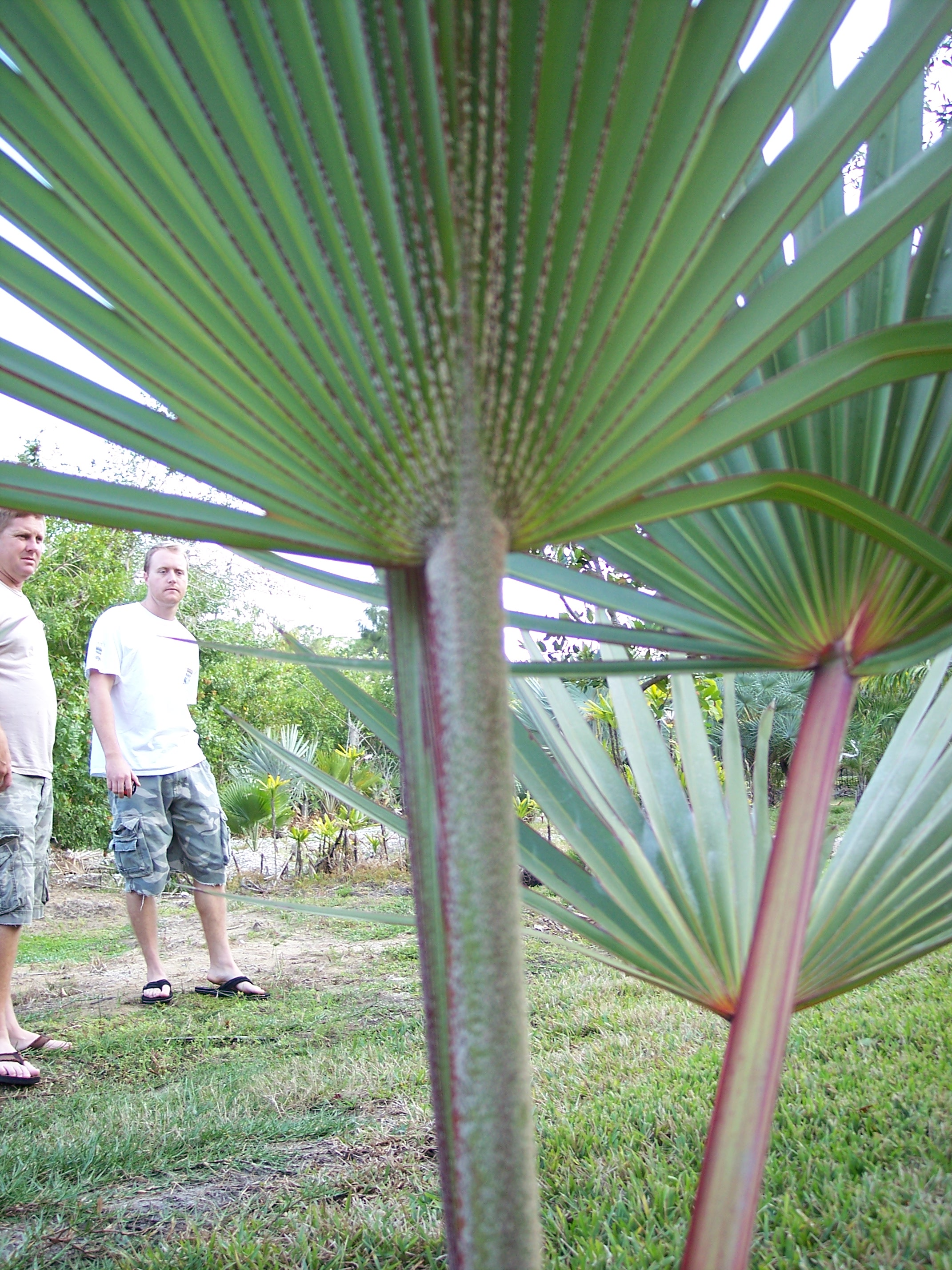
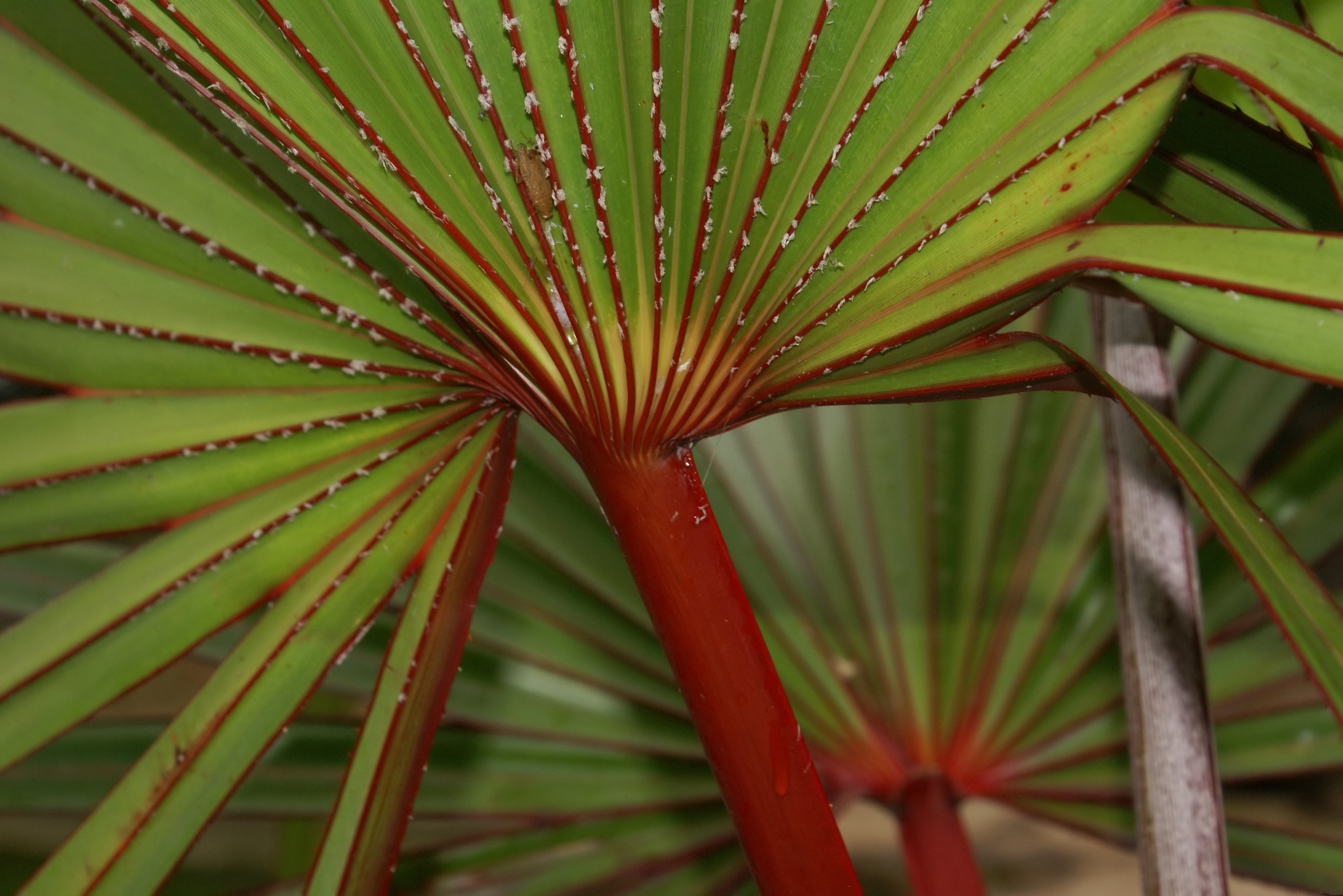
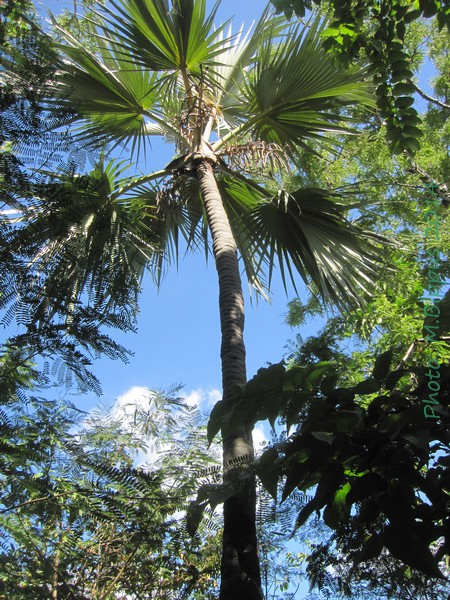